# Burcht Hohneck
De Burcht Hohneck (ook Heimburg of Hoheneck) is een middeleeuwse burcht in Niederheimbach, Rijnland-Palts.

## Ligging
De hoogteburcht staat op een vooruitstekende rots aan de noordoostelijke helling van het Binger Wald, direct boven Niederheimbach, dat tussen Bingen en Bacharach ligt.

## Geschiedenis

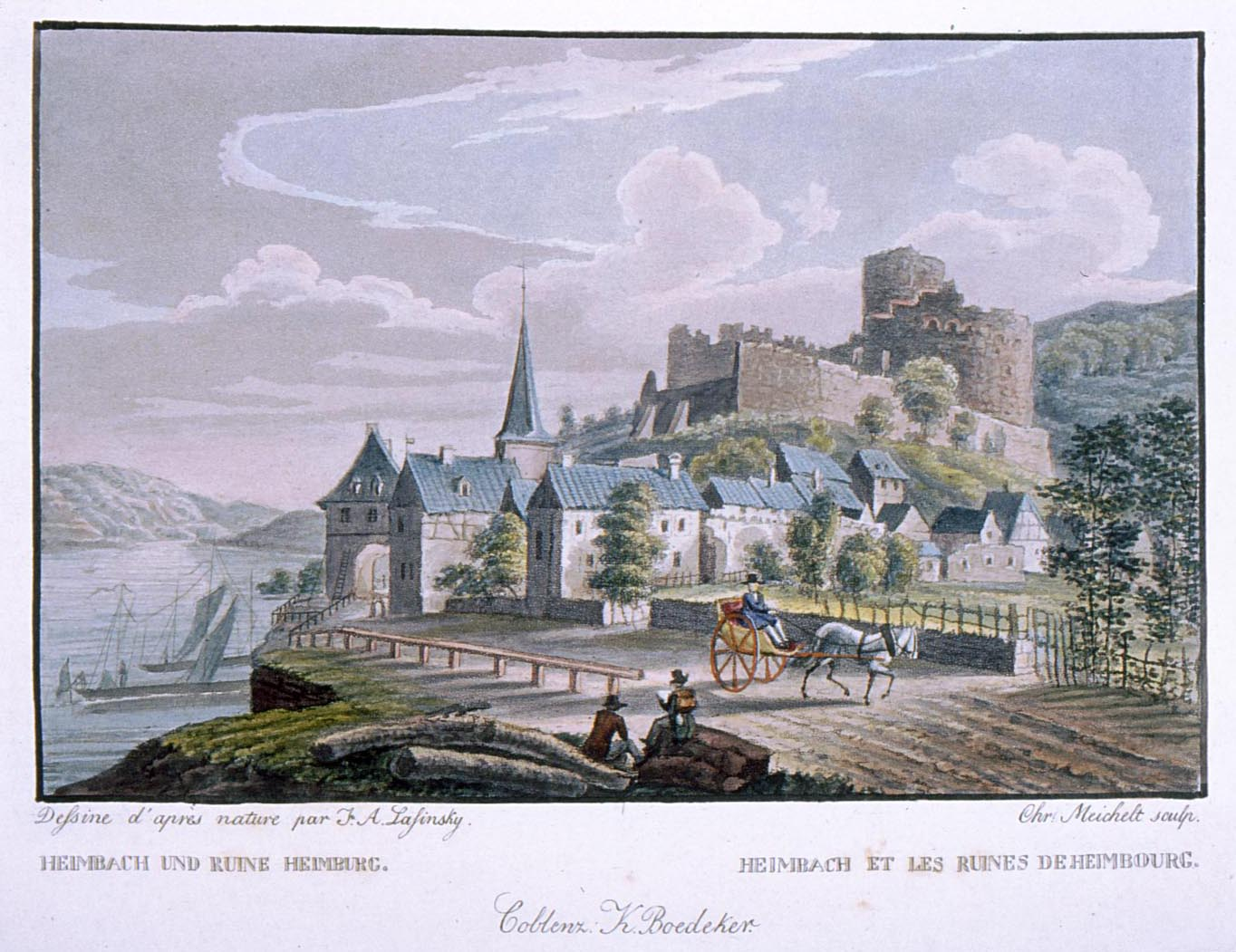
De ruïne in 1830

De burcht werd in de jaren 1290 als grensburcht door de aartsbisschop van Mainz gebouwd, om zo te verhinderen dat paltsgraaf Lodewijk, hertog van Beieren, vanuit de herbouwde burcht Reichenstein zijn invloed verder naar het zuiden kon uitbreiden. Omstreeks 1305 werd de bouw van de burcht voltooid. Het is bekend dat deze belangrijke positie aan de Rijn reeds in 1314 aanleiding gaf tot ernstige botsingen tussen de aartsbisschop en de paltsgraaf. Toen de geschillen dreigden te escaleren slaagde de aartsbisschop van Mainz de koning  ertoe te bewegen in te grijpen. De heerser beval in 1317 de bewoners van Ober- en Niederheimbach alsmede Trechtingshausen de aartsbisschop van Mainz te gehoorzamen en hem als landsheer te huldigen. Om zijn aanspraken te onderstrepen liet de aartsbisschop tussen 1326 en 1328 de burcht door zijn zaakwaarnemer Simon van Rüdesheim verder uitbouwen. De burcht werd ook onder aartsbisschop Hendrik versterkt, o.a. door de plaatsing van katapulten.
Toch bleven de aartsbisschoppelijke aanspraken een twistpunt. Tussen Ober- en Niederheimbach ontstond een diepe kloof over de vraag aan wie men loyaal moest zijn. Vooral de bewoners van Oberheimbach voelden zich sterker met de paltsgraven verbonden. In 1344 eiste de paltsgraaf de afbraak van de burcht, maar de aartsbisschop wist zijn claim op de burcht door te zetten en kreeg het gedaan dat de klacht van de paltsgraaf werd afgewezen. Daarbij raakte de paltsgraaf ook de omstreden burcht Reichenstein kwijt. Nu ook Reichenstein in handen viel van het keurvorstendom Mainz, verloor Hohneck het strategisch belang en werd er een lagere rechtbank gevestigd. Aartsbisschop Diether liet de burcht nog eenmaal in de jaren 1475-1482 opnieuw versterken.
Sinds de 16e eeuw trad echter het verval in en in 1689 volgde de verwoesting door de Fransen tijdens de Paltse Successieoorlog. Het bouwwerk werd daarna door de lokale bevolking als steengroeve gebruikt.
In de 19e eeuw wisselde de burcht regelmatig van eigenaar. In deze tijd werd door verschillende eigenaren ook een begin gemaakt aan de wederopbouw. In 1920 werd de industrieel Hugo Stinnes burchtheer. Stinnes liet de burcht als zomerverblijf in neogotische stijl herbouwen. Het poortgebouw en de kantelen alsmede de woning op het zuidoosten dateren uit deze tijd. Middeleeuws zijn nog de fundamenten en de ringmuur van het bouwwerk. Tussen de ronde torens en de verdedigingsmuren bevinden zich neogotische toevoegingen.
De burcht kan niet worden bezichtigd en bevindt zich in privébezit.